# 용서 (2004년 드라마)
《용서》는 2004년 11월 1일부터 2005년 5월 7일까지 방영된 한국방송공사 2TV 아침드라마이며, 기획 당시 미니시리즈였다가 아침드라마로 전환되었다. 극중 정수민 역으로 나온 최정윤이 변신의 모습을 꾀하여 화제가 됐다.

## 등장 인물

### 주요 인물
- 정보석 : 김형우 역
- 정선경 : 이인영 역
- 최정윤 : 정수민 역
- 남성진 : 송재훈 역

### 주변 인물
- 박현숙 : 하승주 역
- 이병욱 : 이호영 역
- 임경옥 : 김형숙 역
- 조경환 : 정희만 역
- 정재순 : 김순복 역
- 이효정 : 박경태 역

### 그 외 인물
- 배민희 : 김애라 역
- 김하은
- 고규필
- 나경민
- 최지해
- 양주호
- 황인영
- 김희라